# Меццовіко-Віра
Меццовіко-Віра (італ. Mezzovico-Vira) — громада  в Швейцарії в кантоні Тічино, округ Лугано.

## Географія
Громада розташована на відстані близько 150 км на південний схід від Берна, 14 км на південний захід від Беллінцони.
Меццовіко-Віра має площу 11,1 км², з яких на 9,3% дозволяється будівництво (житлове та будівництво доріг), 10,2% використовуються в сільськогосподарських цілях, 68,4% зайнято лісами, 12,1% не є продуктивними (річки, льодовики або гори).

## Демографія
2019 року в громаді мешкало 1377 осіб (+17,3% порівняно з 2010 роком), іноземців було 13,8%. Густота населення становила 124 осіб/км².
За віковим діапазоном населення розподілялося таким чином: 23,2% — особи молодші 20 років, 60,6% — особи у віці 20—64 років, 16,1% — особи у віці 65 років та старші. Було 556 помешкань (у середньому 2,5 особи в помешканні).
Із загальної кількості 2919 працюючих 16 було зайнятих в первинному секторі, 1732 — в обробній промисловості, 1171 — в галузі послуг.